# Nefrotiskt syndrom
Nefrotiskt syndrom (ibland förkortat NS) är ett syndrom (en samling symtom) till följd av en förändring i njurarna. Definitionen av nefrotiskt syndrom är att följande symtom föreligger samtidigt:
- Proteinuri (protein i urinen/"äggvita i urinen"; albuminutsöndring på 3,5g/dygn)
- Hypoalbuminemi (onormalt låg nivå albumin i blodet)
- Ödem (vätskeansamling, exempelvis i benen) eller ascites
- Hyperlipidemi (hög fetthalt i blodet)

Möjliga komplikationer (följder) är njursvikt, blodpropp och/eller undernäring.

## Förekomst
Omkring 3 per 100 000 vuxna drabbas varje år. Tillståndet är vanligare hos barn.

## Orsak
Gemensamt för alla orsaker till nefrotiskt syndrom är att en förändring på glomeruli skett, vilket gjort det mer genomsläppligt för proteiner. Normal mängd protein/albumin i urinen är under 0,3 gram per dygn, men vid nefrotiskt syndrom har glomeruliförändringen lett till att albuminhalten i urinen är över 3,5 gram per dygn.
Den glomerulära förändringen kan exempelvis orsakas av diabetes, cancer, hepatit B, hepatit C, HIV, glomerulonefrit, SLE, amyloidos, glomerulär skada som följd av NSAID-användning eller tungmetaller.

## Diagnos och behandling
Vid misstanke om nefrotiskt syndrom mäts mängden albumin i urinen. För att mäta njurfunktion och bedöma risken för blodpropp eller infektion mäter man även mängden albumin, kreatinin, urea, kolesterol, triglycerider och antikroppar i blodet. För att utreda bakomliggande orsak utförs ofta njurbiopsi (vävnadsprov) och ultraljud.
Primär behandling utgörs av att behandla bakomliggande orsak. I övrigt behandlas symtomen på följande vis:
- Diuretika mot ödem/vätskeansamling
- ACE-hämmare eller ARB samt minskat saltintag mot proteinuri
- Statiner mot höga blodfetter
- Antikoagulantia (exempelvis warfarin) mot blodproppsrisk

### Källhänvisningar
- Dreja, K. & Jönsson, A. (2016) Njursjukdomar. I Kumlien, C. & Rystedt, J. (red.) Omvårdnad & kirurgi (s. 457-482). Studentlitteratur: Lund. ISBN 978-91-44-08886-0